# Радиотехническая защита
Радиотехническая защита (РТЗ)  – комплекс оперативно-технических мероприятий на ограниченной функциональными задачами территории наземного, водного, воздушного пространства, предназначенных для обеспечения устойчивой и беспомеховой работы систем радиосвязи и управления, объединенных в единый цикл обмена информации, выявления и пресечения работы злонамеренных радиоэлектронных средств.
Злонамеренные радиоэлектронные средства :
- Источники электромагнитного излучения (ЭМИ), воздействие которых на системы радиосвязи и управления приводит к невозможности приема полезной информации или её искажению.
- Источники электромагнитного излучения, используемые как каналы радиоуправления для перемещения исполнительных устройств с целью совершения противоправных действий.

## Состав
Устройство радиотехнической защиты объекта выполняется с возможностью обеспечения технического анализа сетей связи, обеспечения беспомеховой работы своих сетей связи и управления, выявления сигналов злонамеренных радиоэлектронных средств.
Также содержит: 
- средства для оценки радиоэлектронной обстановки, пеленгования, классификации и позиционирования источника электромагнитного излучения,
- средства для технического анализа сетей связи и передачи данных,
- средства для обеспечения работы каналов связи и управления для внутренних нужд,
- средства для блокирования каналов злонамеренных радиоэлектронных средств (содержащее по меньшей мере один генератор сигналов в диапазоне контролируемых частот),
- средства для контроля целостности навигационных полей,
- блок управления (с получением сигналов от средства для оценки радиоэлектронной обстановки и передачей управляющего сигнала  на средство для блокирования каналов злонамеренных радиоэлектронных средств с обеспечение запуска по меньшей мере одного генератора сигналов в диапазоне контролируемых частот).